# Мечник

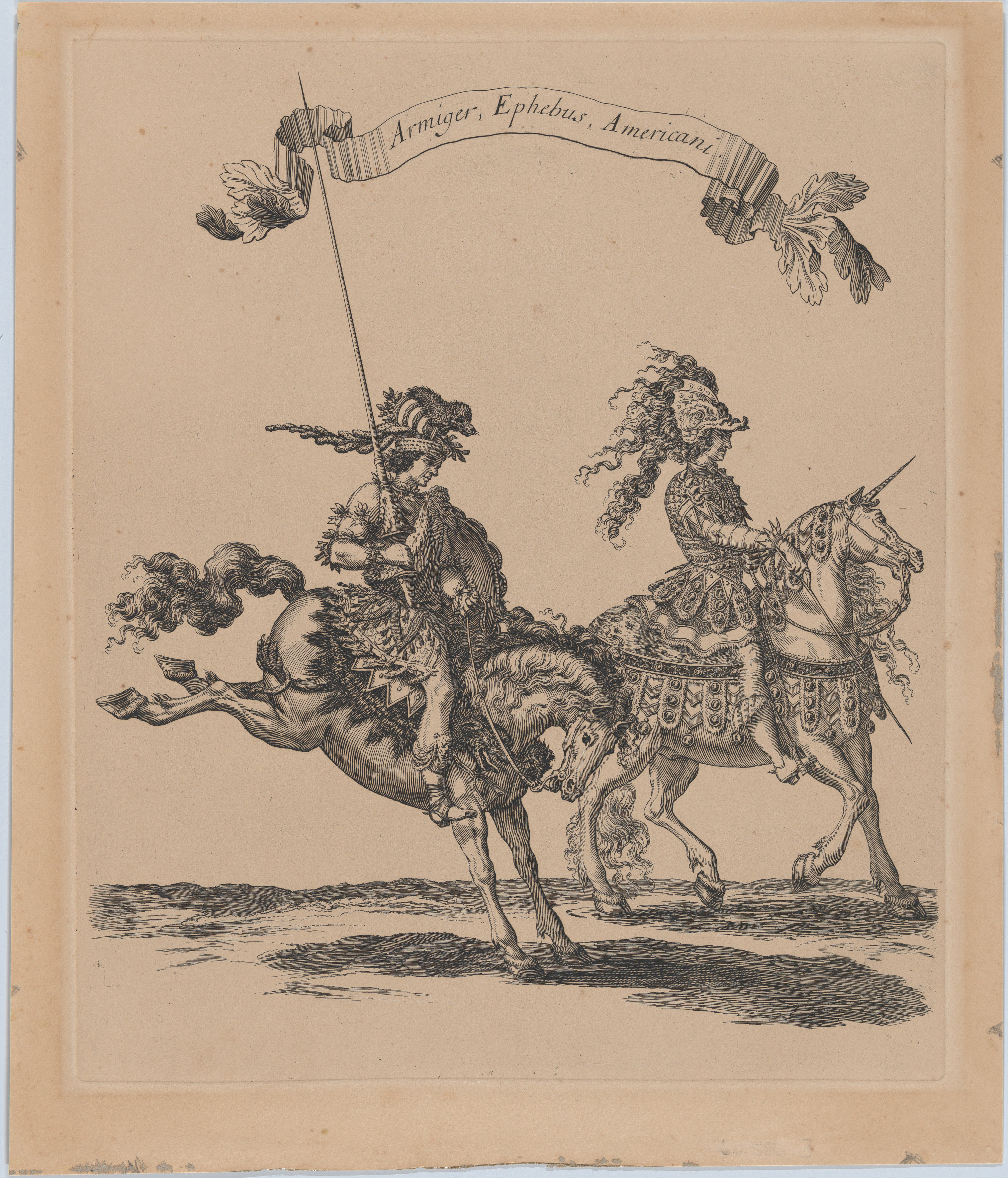
Мечник (Armiger), 1662 год.

Ме́чник, Спафарий — воин, вооружённый мечом, а также — историческая должность в некоторых государствах.

## История

### Византия
Спафарий (мечник) — византийский придворный титул, и высшее звание ромейской служилой знати.

### Россия
В Древней Руси мечник — дворцовый чин древних русских князей. Главная обязанность мечника была судебная; он должен был присутствовать, вместе с детским, при испытании железом и получал за это 5 кун. Ему поручались князем и другие дела. Так, в 1147 году Андрей Боголюбский отправил своего мечника послом к Ростиславичам. Присутствие мечников на войне некоторые (Мрочек-Дроздовский) отрицают, говоря, что там был не мечник, а меченоша; но встречаются случаи посылки меченоши с дипломатическими целями, для переговоров с другим князем.
В Новгороде Великом мечник — княжеский чиновник, осуществлявший сбор дани в новгородских владениях.
Великим мечником при Лжедмитрии I был боярин Михаил Васильевич Скопин-Шуйский.

### Молдавия
От молдавского боярина и спафария (мечника) Юрия Степановича, выехавшего в Россию, в 1711 году, с князем Кантемиром, и получившего большие имения от Петра Алексеевича, позже «Великого», произошёл дворянский род — Мечниковы. 

### Польско-литовская республика
В старой Польше мечником (лат. ensifer, gladifer, armiger (армигер — «несущий оружие или доспехи»), пол. miecznik) называлось также должностное лицо, в обязанности которого входило носить перед королём меч, знак монаршей власти.
В Польском королевстве, после его раздела на Силезию, Мазовию и Куявию, Великую Польшу и землю Сандомирскую, уже успел сложиться многочисленный класс «можновладцев», или аристократов, занимавших все важные должности, и для них разделение государства было выгодно, так как оно уменьшало власть каждого отдельного князя и создавало в каждом княжестве ряд должностей, общих прежде для всего государства, и у каждого князя являлся теперь свой воевода, скарбник, мечник, стольник, чесник.
В Польско-литовской республике Коронный мечник и литовский мечник были постоянными чиновниками по войсковому судопроизводству. Земские мечники исполняли свою почётную службу лишь тогда, когда король находился в их землях. Коронный мечник следовал за подкоморием и занимал 13-е место при дворе, литовский — за ловчим и занимал 12-е место. Так Тимофей Высоцкий, в 1605 году, был мечником волынским. 